# Hemnes
66°4′27″N 13°49′14″Ø / 66.07417°N 13.82056°Ø
Hemnes er en kommune i Nordland fylke i Norge. Den grænser i nord til Rana, i syd til Hattfjelldal og i vest til Vefsn. Kommunen har også lang grænse til Sverige i øst. Den nuværende Hemnes kommune blev dannet i 1964 ved sammenlægning af tidligere de Hemnes og Korgen kommuner samt dele af Sør-Rana og Hattfjelldal.
Den består af byerne Hemnesberget, Finneidfjord, Bjerka og Bleikvasslia samt Korgen, som er administrationscentrum. Kommunen har ca. 4.560 indbyggere der er beskæftiget indenfor landbrug, kraftproduktion, mekanisk industri, trævare og bådbygning.

## Natur
- Fjellmassivet Okstindan ligger i Hemnes kommune.
- Stormyrbassenget og Stormålvatnet er søer i kommunen

## Trafikforbindelser
Europavej 6 og Nordlandsbanen passerer gennem kommunen. Det er også vejforbindelse til kysten af Helgeland.